# Pac’s Life
Pac’s Life – siódmy i jednocześnie ostatni pośmiertny album 2Paca. Został wydany 21 listopada 2006 w Stanach Zjednoczonych i 20 listopada 2006 w Europie. Data wydania albumu zbiegła się z 10. rocznicą śmierci artysty. W ciągu pierwszego tygodnia sprzedaży, płyta znalazła 159.000 nabywców. Taki wynik pozwolił zadebiutować na 9. miejscu listy Billboard 200.

## Lista utworów
| #  | Tytuł                                | Gościnnie                                                     | Producent                | Czas |
| -- | ------------------------------------ | ------------------------------------------------------------- | ------------------------ | ---- |
| 1  | „Untouchable” (Swizz Beatz Remix)    | Krayzie Bone                                                  | Swizz Beatz              | 4:16 |
| 2  | „Pac’s Life”                         | Ashanti T.I.                                                  | L.T. Hutton              | 3:38 |
| 3  | „Dumpin'”                            | Papoose Carl Thomas                                           | Sha Money XL Canei Finch | 4:27 |
| 4  | „Playa Cardz Right (Female Version)” | Keyshia Cole                                                  | Karma Productions        | 4:33 |
| 5  | „Whatz Next”                         | A3 Jay Rock                                                   | Salih Williams           | 3:37 |
| 6  | „Sleep”                              | Young Buck Chamillionaire                                     | Sha Money XL             | 4:10 |
| 7  | „International”                      | Nipsey Hussle Young Dre The Truth                             | L.T. Hutton              | 4:01 |
| 8  | „Don’t Sleep”                        | Lil Scrappy Nutt-So Yaki Kadafi Stormey                       | E.D.I.                   | 3:36 |
| 9  | „Soon As I Get Home”                 | Yaki Kadafi                                                   | QD3                      | 3:40 |
| 10 | „Playa Cardz Right (Male Version)”   | Ludacris Keon Bryce                                           | Sha Money XL             | 4:54 |
| 11 | „Don’t Stop”                         | Big Syke Yaki Kadafi Hussein Fatal E.D.I. Young Noble Stormey | L.T. Hutton              | 5:25 |
| 12 | „Pac’s Life (Remix)”                 | Snoop Dogg T.I. Chris Starr                                   | L.T. Hutton              | 3:39 |
| 13 | „Untouchable”                        | Yaki Kadafi Hussein Fatal Gravy                               | Sha Money XL             | 4:25 |